# Fire Follow Me
Fire Follow Me – drugi album studyjny polskiej heavymetalowej grupy Anti Tank Nun. Wydawnictwo ukazało się 13 maja 2013 roku nakładem wytwórni Metal Mind Productions i składa się z dziesięciu premierowych kompozycji.

## Lista utworów
| Nr  | Tytuł utworu               | Długość |
| --- | -------------------------- | ------- |
| 1.  | „First Spark”              | 3:49    |
| 2.  | „Fire Follow Me”           | 3:10    |
| 3.  | „Sake Crazy”               | 5:20    |
| 4.  | „Hurricane Kazz”           | 4:43    |
| 5.  | „Under the Big Black Tent” | 3:56    |
| 6.  | „Iron Midget”              | 4:49    |
| 7.  | „Canal Street”             | 4:01    |
| 8.  | „Hanged Man’s Diary”       | 5:30    |
| 9.  | „That One Who’s Good...”   | 6:14    |
| 10. | „Killing Times”            | 5:07    |
|     |                            | 46:39   |

## Twórcy
| Zespół Anti Tank Nun w składzie - Tomasz „Titus” Pukacki – wokal prowadzący, gitara basowa - Igor „Iggy” Gwadera – gitara prowadząca - Adam „Adi” Bielczuk – gitara rytmiczna - Bogumił „Mr. Bo” Krakowski – perkusja |